# Leucopogon pancheri
Leucopogon pancheri är en ljungväxtart som beskrevs av Adolphe-Théodore Brongniart och Gris. Leucopogon pancheri ingår i släktet Leucopogon och familjen ljungväxter. Inga underarter finns listade i Catalogue of Life.